# インターパイプ
インターパイプ（ウクライナ語: Интерпайп）は、ウクライナの製造企業で、鋼管と鉄道車輪の世界的な生産会社である。インターパイプの本部と生産施設は、ウクライナのドニプロペトロウシク州にある。販売のネットワークは、ウクライナ、CIS、中東、北米、ヨーロッパの主要市場をカバーしている。
インターパイプは、炭素鋼パイプ（会社の名前の由来）、中空構造セクション、鉄道車輪、鉄鋼ビレット市場で世界的に重要なメーカーである。
2020年、インターパイプは469,900トンのパイプと192,400トンの鉄道製品を販売した。鉄鋼の内製は759,000トンであった。
11,000人の従業員がインターパイプ・グループで働いている。
インターパイプの始まりは1990年とされ、そのころ研究および生産グループのインターパイプが結成され、後に若い科学者のヴィクトル・ピンチュクが率いた。1997年には、ピンチュクがインターパイプの社長に選出され、その後彼は政治力も兼ね備えた新興財閥・オリガルヒと目されてきた。

## 参照項目
- ウクライナの工業
- ウクライナのオリガルヒ